# 統乃さゆみ
統乃 さゆみ（とうの さゆみ、本名：若尾 美紀（わかお みき）、1970年5月12日 - ）は、フロム・ファーストに所属していた日本のアイドル、歌手である。

## 来歴・人物
山梨県甲府市出身。身長159cm。体重42kg。B78/W56/H81 血液型はA型。
堀越高等学校卒業。
中学では体操部で活動していたが、本人曰く「どっちかというと帰宅部。体育系に入っておかないと、応援にかり出されるのでそれが嫌だった」とのことだった。
子供の頃からのプロ野球好き。大のプロレス好きと、ラーメン嫌いを公言していた。芸能界では松田聖子が目標と話していたことがある。

## シングル
- オネアミスの翼〜Remember Me Again〜　cw「風のメモワール」

（1987年2月26日、 森生紗都子/長戸大幸/長岡長次郎）
- ダンス・ダンス・ダンス　cw「今夜は少し遠回り」

（1987年7月22日、戸田妃六子/栗林誠一郎/小川文明）「今夜は少し遠回り」（戸田妃六子/長戸大幸/小川文明）

## テレビ番組
- 歌謡びんびんハウス（1987年3月29日）
- ドリフ大爆笑（1987年）
- メガロポリス歌謡祭（1987年）
- 第1回女だらけの水泳大会（1987年8月11日）
- ザ・雪まつり (1988年)

## 掲載雑誌
- BOMB（学研、1986年8月号）
- DUNK（集英社、1987年3月号、1987年4月号、1987年5月号）
- 明星（集英社、1987年3月号、1987年4月号）
- Momoco（学研、1987年3月号）
- ORE（講談社、1987年4月号）
- GORO（小学館、1987年3月12日号）
- 週刊プレイボーイ（集英社、1987年3月10日号）